# ¡Qué clase de amor!
¡Qué clase de amor! è una telenovela giovanile venezuelana in onda su Venevisión per 82 episodi nel 2009. Veniva trasmessa ogni giorno alle 18.00 ed aveva come protagonisti Andrés Gomez e Aisha Stambouli.